# China op de Olympische Winterspelen 2006
Tijdens de Olympische Winterspelen van 2006 die in Turijn werden gehouden nam China voor de achtste keer deel aan de Winterspelen.
China eindigde op de veertiende plaats in het medailleklassement met 2 gouden, 4 zilveren en 11 bronzen medailles die bij het freestyleskiën, kunstschaatsen, schaatsen en shorttrack werden veroverd. Ook in het alpineskiën, biatlon, langlaufen en het schansspringen namen Chinese deelnemers mee.

## Medailles
| Sport          | Naam                   | Discipline       | Medaille |
| -------------- | ---------------------- | ---------------- | -------- |
| Freestyleskiën | Han Xiaopeng           | Aerials, mannen  | Goud     |
| Freestyleskiën | Li Nina                | Aerials, vrouwen | Zilver   |
| Kunstrijden    | Zhang Dan / Zhang Hao  | Paren            | Zilver   |
| Kunstrijden    | Shen Xue / Zhao Hongbo | Paren            | Brons    |
| Schaatsen      | Wang Manli             | 500m, vrouwen    | Zilver   |
| Schaatsen      | Ren Hui                | 500m, vrouwen    | Brons    |
| Shorttrack     | Wang Meng              | 500m, vrouwen    | Goud     |
| Shorttrack     | Wang Meng              | 1000m, vrouwen   | Zilver   |
| Shorttrack     | Wang Meng              | 1500m, vrouwen   | Brons    |
| Shorttrack     | Yang Yang (A)          | 1000m, vrouwen   | Brons    |
| Shorttrack     | Li JiaJun              | 1500m, mannen    | Brons    |

Albanië · Algerije · Amerikaanse Maagdeneilanden · Andorra · Argentinië · Armenië · Australië · Azerbeidzjan · België · Bermuda · Bosnië en Herzegovina · Brazilië · Bulgarije · Canada · Chili · China · Chinees Taipei · Costa Rica · Cyprus · Denemarken · Duitsland · Estland · Ethiopië · Finland · Frankrijk · Georgië · Griekenland · Groot-Brittannië · Hongarije · Hongkong · Ierland · IJsland · India · Iran · Israël · Italië · Japan · Kazachstan · Kenia · Kirgizië · Kroatië · Letland · Libanon · Liechtenstein · Litouwen · Luxemburg · Macedonië · Madagaskar · Moldavië · Monaco · Mongolië · Nederland · Nepal · Nieuw-Zeeland · Noord-Korea · Noorwegen · Oekraïne · Oezbekistan · Oostenrijk · Polen · Portugal · Roemenië · Rusland · San Marino · Senegal · Servië en Montenegro · Slovenië · Slowakije · Spanje · Tadzjikistan · Thailand · Tsjechië · Turkije · Venezuela · Verenigde Staten · Wit-Rusland · Zuid-Afrika · Zuid-Korea · Zweden · Zwitserland